# 花井哲郎
花井 哲郎（はない てつろう、1960年2月27日 - ）は、日本の指揮者、鍵盤楽器奏者。フォンス・フローリス古楽院院長、国立音楽大学非常勤講師。

## 経歴
東京都出身。早稲田大学第一文学部哲学専攻卒業。アムステルダム・スウェーリンク音楽院にて、オルガンとチェンバロを学ぶ。ロッテルダム音楽院において合唱指揮と管弦楽指揮のディプロマを取得。またブラバント音楽院にて古楽声楽アンサンブルをレベッカ・ステュワートに師事。滞欧中教会音楽家、合唱指揮者、また鍵盤楽器奏者として活動し、オランダの古楽アンサンブル「スーパーリブルム」に参加、オルガネット奏者として欧州各地で演奏、録音を行う。またグレゴリオ聖歌の研究・演奏活動にも従事する。
1997年に東京にてヴォーカル・アンサンブル カペラを創設、以来ルネサンス時代のフランドルの宗教作品の演奏を続ける。2005年古楽アンサンブル コントラポントを創設。古楽をレパートリーとするアンサンブル、合唱団、管弦楽団などを指導するほか、様々な講習会や講座の講師を務め、グレゴリオ聖歌、ルネサンス・バロックの宗教音楽の演奏と普及活動を行う。元NHK-FM「ビバ！合唱」案内人。